# Saint-Julien-d'Ance
Saint-Julien-d'Ance är en kommun i departementet Haute-Loire i regionen Auvergne-Rhône-Alpes i centrala Frankrike. Kommunen ligger i kantonen Craponne-sur-Arzon som tillhör arrondissementet Le Puy-en-Velay. År 2022 hade Saint-Julien-d'Ance 248 invånare.

## Befolkningsutveckling
Antalet invånare i kommunen Saint-Julien-d'Ance
| Referens: INSEE |